# ヨーマン
ヨーマン（Yeoman）は、イングランドの独立自営農民。
14世紀半ば以降、イングランドでは百年戦争やペストの流行でかつての封建制に異変が起こった。
貨幣経済の進展で地代が労働から生産物・貨幣になる中、ペストの大流行により農奴が不足し、荘園制が古典荘園から純粋荘園へと移行した。
そして百年戦争や薔薇戦争で貴族が没落し農奴が自立し始めた中ヨーマンが現れた。
15世紀のイングランドでは、ヨーマンが多数を占めたことにより、封建貴族の勢力が衰退し始めた。だが、農村内部が上層農民（後にジェントリ階級を形成する）と没落農民とに区分されるようになり、農村共同体内部に利害の対立が起こった。